# Operación Gibraltar
Operación Gibraltar era el nombre en clave dado a la estrategia de Pakistán para infiltrarse en Jammu y Cachemira, y empezar una rebelión contra el gobierno indio. En caso de tener éxito, Pakistán esperaba ganar control sobre Cachemira, pero la operación resultó en un "gran fracaso".
En agosto de 1965, 50 paracaidistas aerotransportados del ejército de Pakistán y la guerrilla del Ejército de Pakistán, disfrazado de lugareños, entraron en Jammu y Cachemira desde Pakistán con el objetivo de fomentar una insurrección entre los musulmanes de Cachemira. Sin embargo, la estrategia salió mal desde el principio debido a la mala coordinación, y los infiltrados se descubrió pronto.
La operación provocó la guerra indo-pakistaní de 1965, el primer conflicto importante entre los dos vecinos desde la guerra indo-pakistaní de 1947.
El alto mando de Pakistán eligió específicamente este nombre para trazar un paralelo con la conquista musulmana de la península Ibérica en la Edad Media que se lanzó desde Gibraltar.